# 류위치
류위치(중국어 간체자: 刘羽琦, 병음: Líu Yûqí, 한자음: 유우기, Izumi Liu, 1986년 7월 18일 ~ )는 중국의 배우, 모델이다.